# Peromyscus eva
Peromyscus eva е вид бозайник от семейство Хомякови (Cricetidae).

## Разпространение
Видът е разпространен в Мексико.